# Яйце
Я́йце (босн. Jajce,  серб. Јајце, хорв. Jajce) — город, центр одноимённой общины в Боснии и Герцеговине. Расположен на реке Врбас. На реке Плива расположен каскад электростанций. Промышленность — электрохимическая, производство ферросплавов.

## История

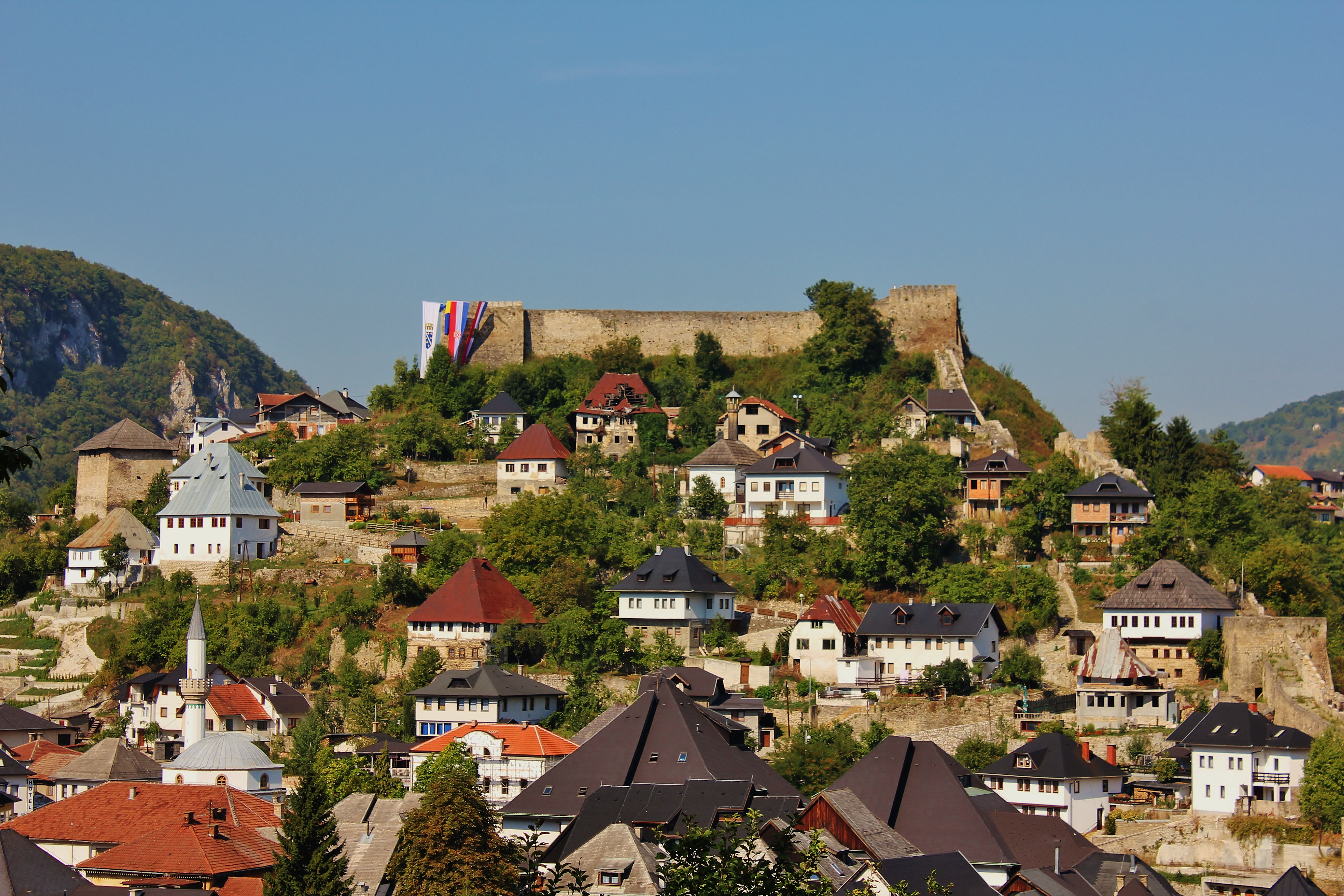

Название города происходит от босн. jaje — «яйцо».
Яйце впервые упоминается в 1396 году. Основано хумским воеводой Хрвое Вукчичем между 1391 и 1404 годами, который, вероятно, построил крепость на месте башни Медвед. После Хрвое город отошёл к владениям Радивоя Яблановича, а позднее — Котроманичей, став одной из королевских столиц (наряду с Сутьеской и Бобовцем). В 1423 и 1431 годах отсюда королевством управлял Твртко II, в 1444, 1446, 1450 и 1456 годах — Томаш. В 1461 году здесь короновался последний король Боснии Степан Томашевич. В 1439 году турецкие отряды впервые приблизились к Яйце. В июне 1463 года город был взят турками, удерживавшими его до 24 декабря того же года. В период существования так называемой Яецкой бановины в 1464—1527 годах Яйце был её административным центром. В это время город достраивался венгерскими королями. В декабре 1527 года город был окончательно взят турками, о чём узнали в Вене и Венеции с 20 по 28 января 1528 года. Турки разместили в городе, которым теперь управлял диздар, военный гарнизон. Во второй половине XVII века была создана Яецкая капетания. Сулейманбег Куленович был последним диздаром Яйце. В 1833 году здесь находилось 12 пушек.
В Яйце состоялась историческая 2-я сессия Антифашистского веча народного освобождения Югославии, на которой приняты решения, ставшие основами федеративного и социалистического братского объединения народов и народностей Югославии. В 1942 году, при освобождении города погиб Народный герой Югославии Милан Илич. В 1992 году в районе Яйце была проведена военная операция «Врбас-92».

## Галерея

Жители в традиционных костюмах, середина 1930-х годов
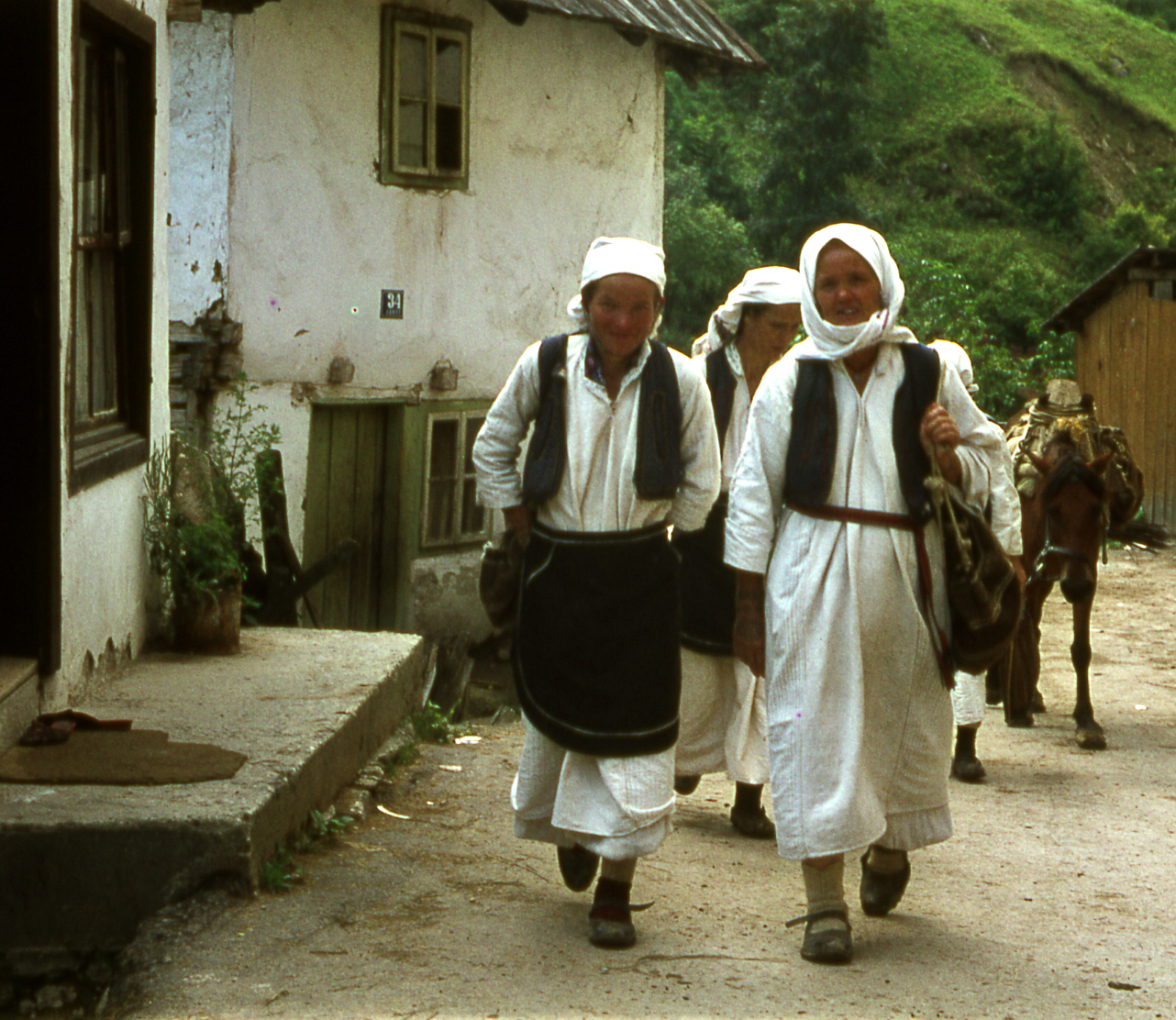
Женщины в традиционных костюмах, 1970 г.
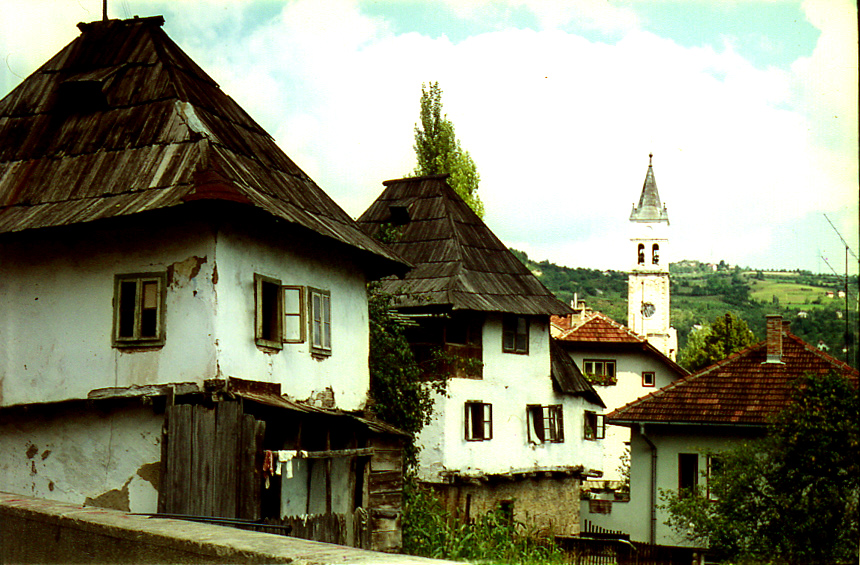
Старый город, 1970 г.
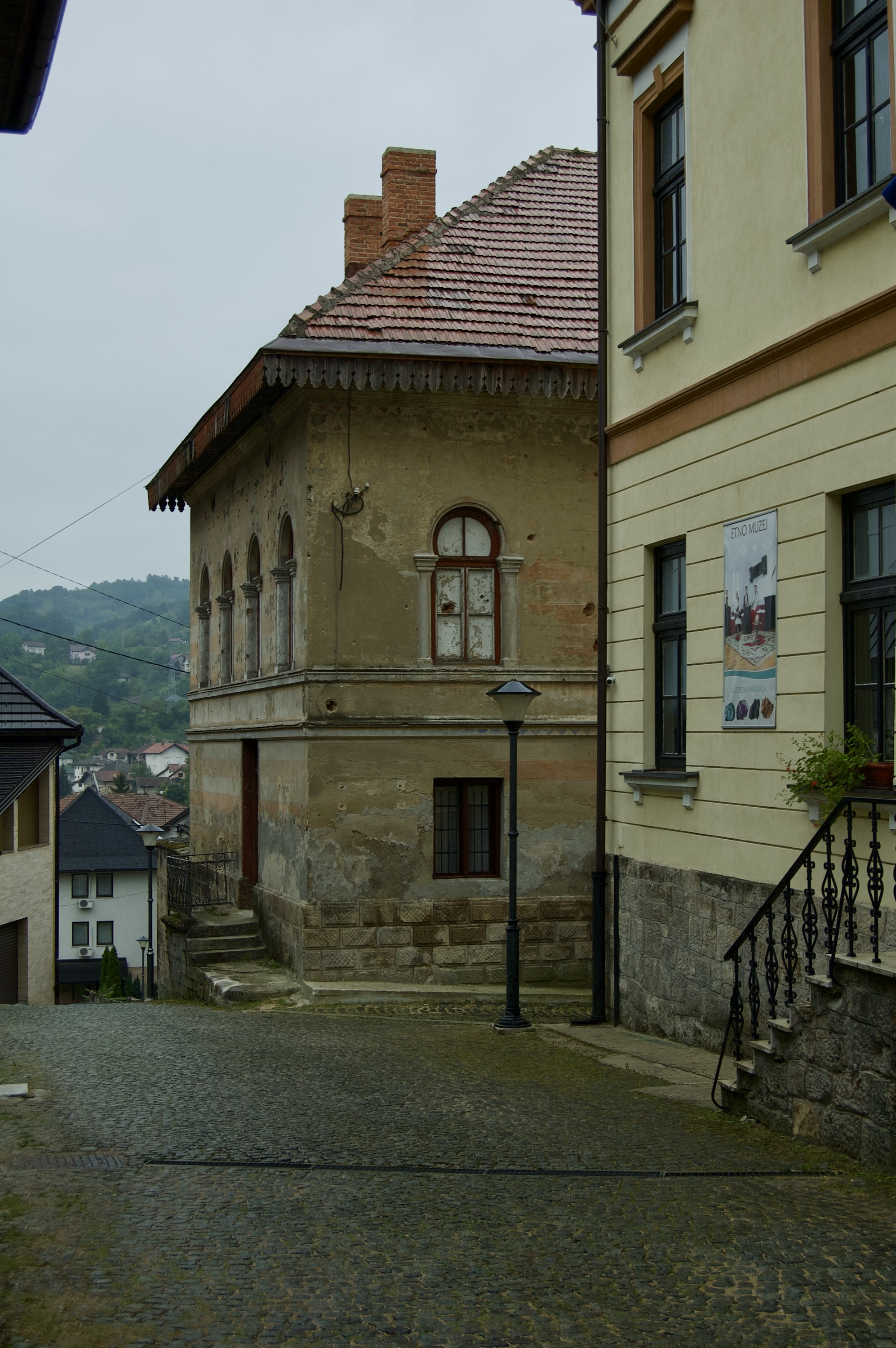
Улица Святого Луки
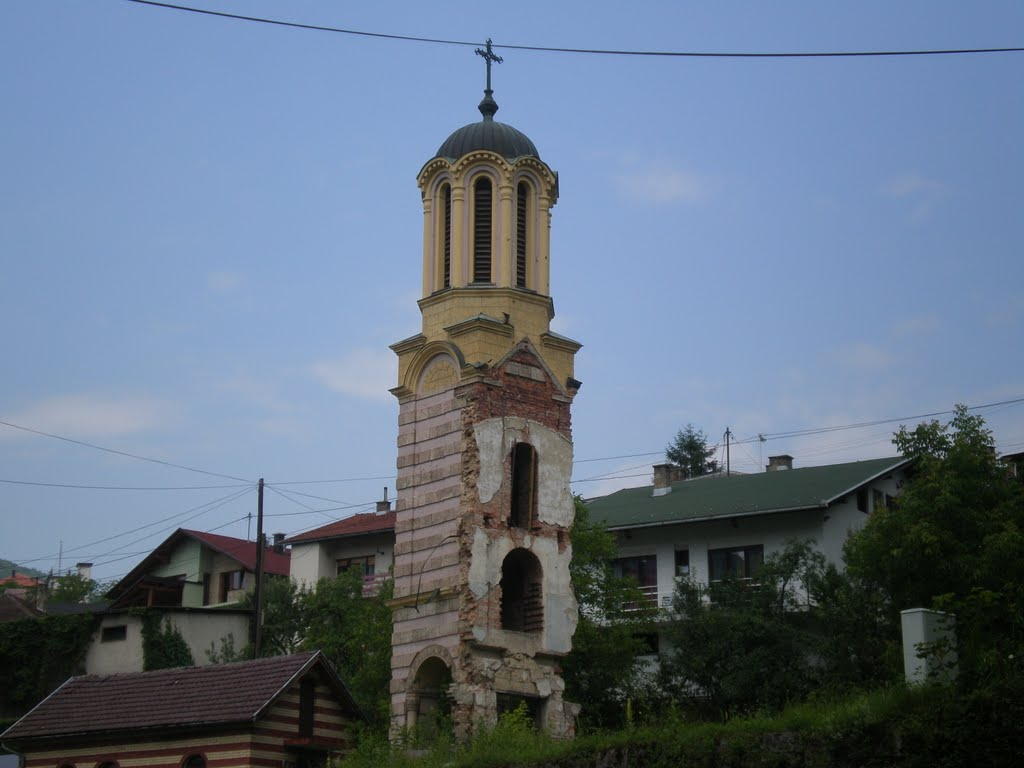
Руины православной церкви
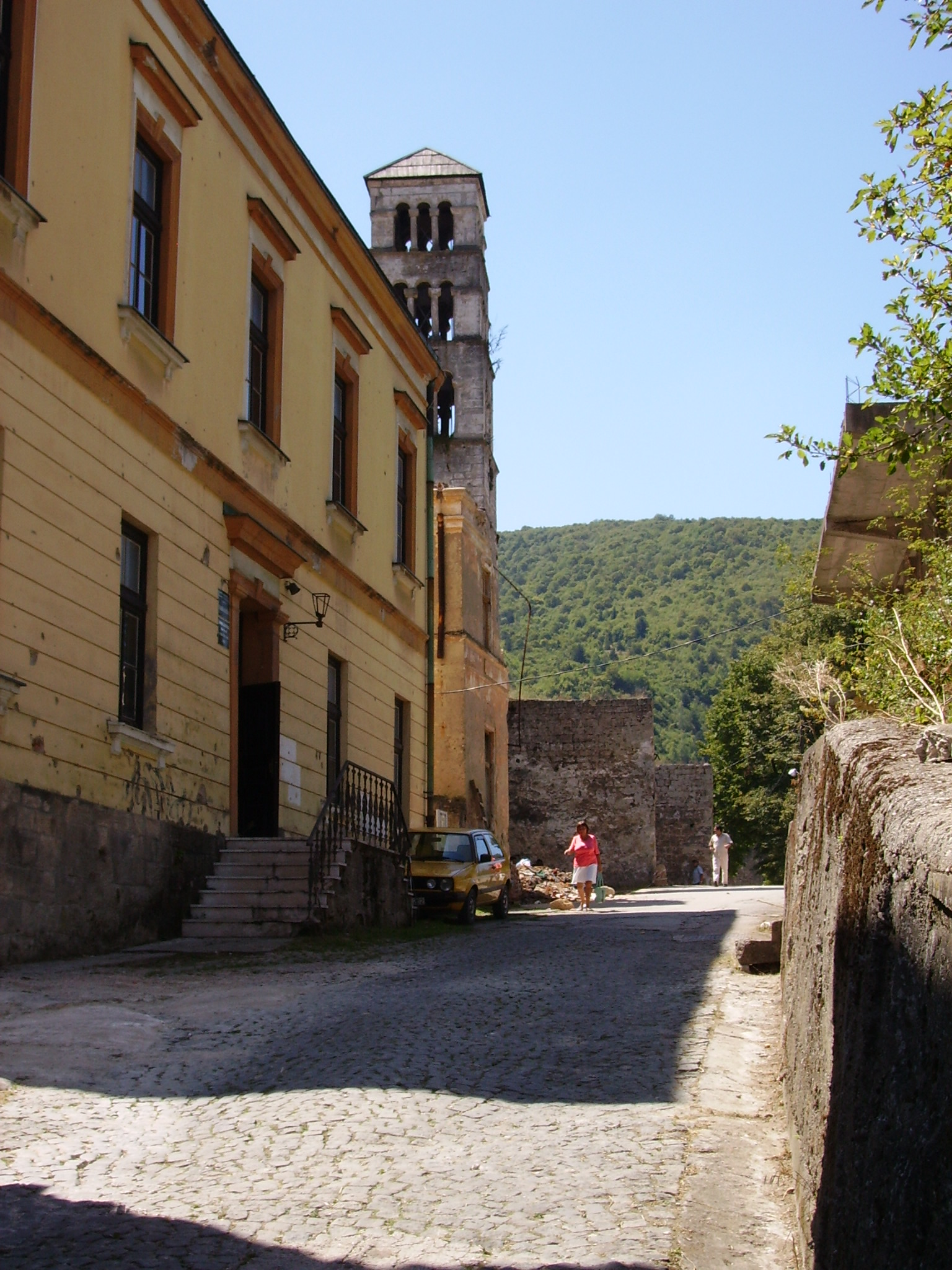
Колокольня